# Catalina Saavedra

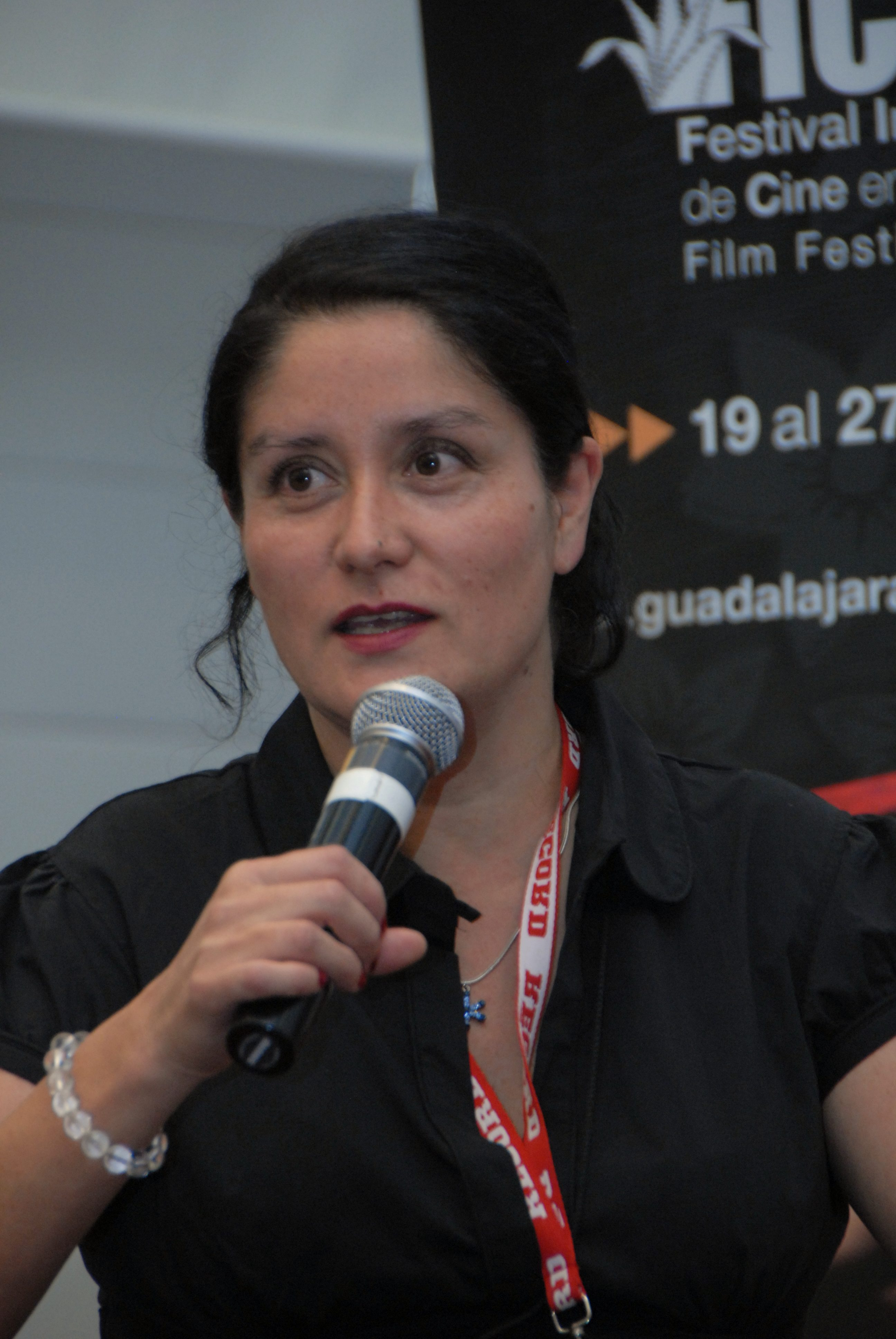
Catalina Saavedra (2009)

Catalina Saavedra Pérez (* 9. Januar 1968 in Valparaíso, Chile) ist eine chilenische Schauspielerin.

## Biografie
Catalina Saavedra Pérez ist die Tochter des chilenischen Schriftstellers Omar Saavedra Santis. Sie studierte an der Escuela de Teatro Imagen Schauspiel, wo sie 1987 ihren Abschluss machte. Anschließend studierte sie an der Premio Nacional de Artes de la Representación y Audiovisuales de Chile und spielte Theater. Außerdem studierte sie experimentelles Theater in Barcelona. Ihr Leinwanddebüt gab sie in dem 1994 erschienenen und von Gustavo Letelier inszenierten Hasta en las mejores familias an der Seite von Juan Pablo Bastidas und Tennyson Ferrada.
International wurde Saavedra für ihre Darstellung des Hausmädchens Raquel in Sebastián Silvas mexikanisch-chilenischen Filmdrama La Nana – Die Perle an der Seite von Claudia Celedón und Mariana Loyola bekannt. Sie wurde international von Filmkritikern gelobt und mehrfach für Filmpreise nominiert. So wurde sie sowohl bei den Satellite Awards 2009 als Beste Hauptdarstellerin in der Kategorie Drama als auch für den Chlotrudis Award 2010 als Beste Hauptdarstellerin nominiert. Bei der Verleihung des Gotham Awards 2009 wurde sie mit dem Breakthrough Actor Award ausgezeichnet.
Erneut arbeitete sie mit Silva an dem Film Rotting in the Sun (2023) zusammen.

## Filmografie (Auswahl)
- 1994: Hasta en las mejores familias
- 1997: Volando voy
- 2001: Piel canela
- 2008: 31 minutos, la película
- 2009: La Nana – Die Perle (La nana)
- 2010: Gatos viejos – Old Cats (Gatos viejos)
- 2011: La lección de pintura
- 2012: Joven y alocada
- 2012: La Jubilada
- 2018: Marilyn
- 2019: Ema
- 2023: Rotting in the Sun
- 2023: The Practice